# Danh sách tiểu hành tinh: 2901–3000
| Tên               | Tên đầu tiên | Ngày phát hiện       | Nơi phát hiện            | Người phát hiện                                        |
| ----------------- | ------------ | -------------------- | ------------------------ | ------------------------------------------------------ |
| 2901 Bagehot      | 1973 DP      | 27 tháng 2 năm 1973  | Hamburg-Bergedorf        | L. Kohoutek                                            |
| 2902 Westerlund   | 1980 FN3     | 16 tháng 3 năm 1980  | La Silla                 | C.-I. Lagerkvist                                       |
| 2903 Zhuhai       | 1981 UV9     | 23 tháng 10 năm 1981 | Nanking                  | Purple Mountain Observatory                            |
| 2904 Millman      | 1981 YB      | 20 tháng 12 năm 1981 | Anderson Mesa            | E. Bowell                                              |
| 2905 Plaskett     | 1982 BZ2     | 24 tháng 1 năm 1982  | Anderson Mesa            | E. Bowell                                              |
| 2906 Caltech      | 1983 AE2     | 13 tháng 1 năm 1983  | Palomar                  | C. S. Shoemaker                                        |
| 2907 Nekrasov     | 1975 TT2     | 3 tháng 10 năm 1975  | Nauchnij                 | L. I. Chernykh                                         |
| 2908 Shimoyama    | 1981 WA      | 18 tháng 11 năm 1981 | Tōkai                    | T. Furuta                                              |
| 2909 Hoshi-no-ie  | 1983 JA      | 9 tháng 5 năm 1983   | Chirorin                 | S. Sei                                                 |
| 2910 Yoshkar-Ola  | 1980 TK13    | 11 tháng 10 năm 1980 | Nauchnij                 | N. S. Chernykh                                         |
| 2911 Miahelena    | 1938 GJ      | 8 tháng 4 năm 1938   | Turku                    | H. Alikoski                                            |
| 2912 Lapalma      | 1942 DM      | 18 tháng 2 năm 1942  | Turku                    | L. Oterma                                              |
| 2913 Horta        | 1931 TK      | 12 tháng 10 năm 1931 | Uccle                    | E. Delporte                                            |
| 2914 Glärnisch    | 1965 SB      | 19 tháng 9 năm 1965  | Đài thiên văn Zimmerwald | P. Wild                                                |
| 2915 Moskvina     | 1977 QY2     | 22 tháng 8 năm 1977  | Nauchnij                 | N. S. Chernykh                                         |
| 2916 Voronveliya  | 1978 PW2     | 8 tháng 8 năm 1978   | Nauchnij                 | N. S. Chernykh                                         |
| 2917 Sawyer Hogg  | 1980 RR      | 2 tháng 9 năm 1980   | Anderson Mesa            | E. Bowell                                              |
| 2918 Salazar      | 1980 TU4     | 9 tháng 10 năm 1980  | Palomar                  | C. S. Shoemaker                                        |
| 2919 Dali         | 1981 EX18    | 2 tháng 3 năm 1981   | Siding Spring            | S. J. Bus                                              |
| 2920 Automedon    | 1981 JR      | 3 tháng 5 năm 1981   | Anderson Mesa            | E. Bowell                                              |
| 2921 Sophocles    | 6525 P-L     | 24 tháng 9 năm 1960  | Palomar                  | C. J. van Houten, I. van Houten-Groeneveld, T. Gehrels |
| 2922 Dikanʹka     | 1976 GY1     | 1 tháng 4 năm 1976   | Nauchnij                 | N. S. Chernykh                                         |
| 2923 Schuyler     | 1977 DA      | 22 tháng 2 năm 1977  | Harvard Observatory      | Harvard Observatory                                    |
| 2924 Mitake-mura  | 1977 DJ2     | 18 tháng 2 năm 1977  | Kiso                     | H. Kosai, K. Hurukawa                                  |
| 2925 Beatty       | 1978 VC5     | 7 tháng 11 năm 1978  | Palomar                  | E. F. Helin, S. J. Bus                                 |
| 2926 Caldeira     | 1980 KG      | 22 tháng 5 năm 1980  | La Silla                 | H. Debehogne                                           |
| 2927 Alamosa      | 1981 TM      | 5 tháng 10 năm 1981  | Anderson Mesa            | N. G. Thomas                                           |
| 2928 Epstein      | 1976 GN8     | 5 tháng 4 năm 1976   | El Leoncito              | Felix Aguilar Observatory                              |
| 2929 Harris       | 1982 BK1     | 24 tháng 1 năm 1982  | Anderson Mesa            | E. Bowell                                              |
| 2930 Euripides    | 6554 P-L     | 24 tháng 9 năm 1960  | Palomar                  | C. J. van Houten, I. van Houten-Groeneveld, T. Gehrels |
| 2931 Mayakovsky   | 1969 UC      | 16 tháng 10 năm 1969 | Nauchnij                 | L. I. Chernykh                                         |
| 2932 Kempchinsky  | 1980 TK4     | 9 tháng 10 năm 1980  | Palomar                  | C. S. Shoemaker                                        |
| 2933 Amber        | 1983 HN      | 18 tháng 4 năm 1983  | Anderson Mesa            | N. G. Thomas                                           |
| 2934 Aristophanes | 4006 P-L     | 25 tháng 9 năm 1960  | Palomar                  | C. J. van Houten, I. van Houten-Groeneveld, T. Gehrels |
| 2935 Naerum       | 1976 UU      | 24 tháng 10 năm 1976 | La Silla                 | R. M. West                                             |
| 2936 Nechvíle     | 1979 SF      | 17 tháng 9 năm 1979  | Kleť                     | A. Mrkos                                               |
| 2937 Gibbs        | 1980 LA      | 14 tháng 6 năm 1980  | Anderson Mesa            | E. Bowell                                              |
| 2938 Hopi         | 1980 LB      | 14 tháng 6 năm 1980  | Anderson Mesa            | E. Bowell                                              |
| 2939 Coconino     | 1982 DP      | 21 tháng 2 năm 1982  | Anderson Mesa            | E. Bowell                                              |
| 2940 Bacon        | 3042 P-L     | 24 tháng 9 năm 1960  | Palomar                  | C. J. van Houten, I. van Houten-Groeneveld, T. Gehrels |
| 2941 Alden        | 1930 YV      | 24 tháng 12 năm 1930 | Flagstaff                | C. W. Tombaugh                                         |
| 2942 Cordie       | 1932 BG      | 29 tháng 1 năm 1932  | Heidelberg               | K. Reinmuth                                            |
| 2943 Heinrich     | 1933 QU      | 25 tháng 8 năm 1933  | Heidelberg               | K. Reinmuth                                            |
| 2944 Peyo         | 1935 QF      | 31 tháng 8 năm 1935  | Heidelberg               | K. Reinmuth                                            |
| 2945 Zanstra      | 1935 ST1     | 28 tháng 9 năm 1935  | Johannesburg             | H. van Gent                                            |
| 2946 Muchachos    | 1941 UV      | 15 tháng 10 năm 1941 | Turku                    | L. Oterma                                              |
| 2947 Kippenhahn   | 1955 QP1     | 22 tháng 8 năm 1955  | Heidelberg               | I. van Houten-Groeneveld                               |
| 2948 Amosov       | 1969 TD2     | 8 tháng 10 năm 1969  | Nauchnij                 | L. I. Chernykh                                         |
| 2949 Kaverznev    | 1970 PR      | 9 tháng 8 năm 1970   | Nauchnij                 | Đài thiên văn vật lý thiên văn Krym                    |
| 2950 Rousseau     | 1974 VQ2     | 9 tháng 11 năm 1974  | Đài thiên văn Zimmerwald | P. Wild                                                |
| 2951 Perepadin    | 1977 RB8     | 13 tháng 9 năm 1977  | Nauchnij                 | N. S. Chernykh                                         |
| 2952 Lilliputia   | 1979 SF2     | 22 tháng 9 năm 1979  | Nauchnij                 | N. S. Chernykh                                         |
| 2953 Vysheslavia  | 1979 SV11    | 24 tháng 9 năm 1979  | Nauchnij                 | N. S. Chernykh                                         |
| 2954 Delsemme     | 1982 BT1     | 30 tháng 1 năm 1982  | Anderson Mesa            | E. Bowell                                              |
| 2955 Newburn      | 1982 BX1     | 30 tháng 1 năm 1982  | Anderson Mesa            | E. Bowell                                              |
| 2956 Yeomans      | 1982 HN1     | 28 tháng 4 năm 1982  | Anderson Mesa            | E. Bowell                                              |
| 2957 Tatsuo       | 1934 CB1     | 5 tháng 2 năm 1934   | Heidelberg               | K. Reinmuth                                            |
| 2958 Arpetito     | 1981 DG      | 28 tháng 2 năm 1981  | La Silla                 | H. Debehogne, G. DeSanctis                             |
| 2959 Scholl       | 1983 RE2     | 4 tháng 9 năm 1983   | Anderson Mesa            | E. Bowell                                              |
| 2960 Ohtaki       | 1977 DK3     | 18 tháng 2 năm 1977  | Kiso                     | H. Kosai, K. Hurukawa                                  |
| 2961 Katsurahama  | 1982 XA      | 7 tháng 12 năm 1982  | Geisei                   | T. Seki                                                |
| 2962 Otto         | 1940 YF      | 28 tháng 12 năm 1940 | Turku                    | Y. Väisälä                                             |
| 2963 Chen Jiageng | 1964 VM1     | 9 tháng 11 năm 1964  | Nanking                  | Purple Mountain Observatory                            |
| 2964 Jaschek      | 1974 OA1     | 16 tháng 7 năm 1974  | El Leoncito              | Felix Aguilar Observatory                              |
| 2965 Surikov      | 1975 BX      | 18 tháng 1 năm 1975  | Nauchnij                 | L. I. Chernykh                                         |
| 2966 Korsunia     | 1977 EB2     | 13 tháng 3 năm 1977  | Nauchnij                 | N. S. Chernykh                                         |
| 2967 Vladisvyat   | 1977 SS1     | 19 tháng 9 năm 1977  | Nauchnij                 | N. S. Chernykh                                         |
| 2968 Iliya        | 1978 QJ      | 31 tháng 8 năm 1978  | Nauchnij                 | N. S. Chernykh                                         |
| 2969 Mikula       | 1978 RU1     | 5 tháng 9 năm 1978   | Nauchnij                 | N. S. Chernykh                                         |
| 2970 Pestalozzi   | 1978 UC      | 27 tháng 10 năm 1978 | Đài thiên văn Zimmerwald | P. Wild                                                |
| 2971 Mohr         | 1980 YL      | 30 tháng 12 năm 1980 | Kleť                     | A. Mrkos                                               |
| 2972 Niilo        | 1939 TB      | 7 tháng 10 năm 1939  | Turku                    | Y. Väisälä                                             |
| 2973 Paola        | 1951 AJ      | 10 tháng 1 năm 1951  | Uccle                    | S. J. Arend                                            |
| 2974 Holden       | 1955 QK      | 23 tháng 8 năm 1955  | Brooklyn                 | Đại học Indiana                                        |
| 2975 Spahr        | 1970 AF1     | 8 tháng 1 năm 1970   | Cerro El Roble           | H. Potter, A. Lokalov                                  |
| 2976 Lautaro      | 1974 HR      | 22 tháng 4 năm 1974  | Cerro El Roble           | C. Torres                                              |
| 2977 Chivilikhin  | 1974 SP      | 19 tháng 9 năm 1974  | Nauchnij                 | L. I. Chernykh                                         |
| 2978 Roudebush    | 1978 SR      | 16 tháng 9 năm 1978  | Harvard Observatory      | Harvard Observatory                                    |
| 2979 Murmansk     | 1978 TB7     | 2 tháng 10 năm 1978  | Nauchnij                 | L. V. Zhuravleva                                       |
| 2980 Cameron      | 1981 EU17    | 2 tháng 3 năm 1981   | Siding Spring            | S. J. Bus                                              |
| 2981 Chagall      | 1981 EE20    | 2 tháng 3 năm 1981   | Siding Spring            | S. J. Bus                                              |
| 2982 Muriel       | 1981 JA3     | 6 tháng 5 năm 1981   | Palomar                  | C. S. Shoemaker                                        |
| 2983 Poltava      | 1981 RW2     | 2 tháng 9 năm 1981   | Nauchnij                 | N. S. Chernykh                                         |
| 2984 Chaucer      | 1981 YD      | 30 tháng 12 năm 1981 | Anderson Mesa            | E. Bowell                                              |
| 2985 Shakespeare  | 1983 TV1     | 12 tháng 10 năm 1983 | Anderson Mesa            | E. Bowell                                              |
| 2986 Mrinalini    | 2525 P-L     | 24 tháng 9 năm 1960  | Palomar                  | C. J. van Houten, I. van Houten-Groeneveld, T. Gehrels |
| 2987 Sarabhai     | 4583 P-L     | 24 tháng 9 năm 1960  | Palomar                  | C. J. van Houten, I. van Houten-Groeneveld, T. Gehrels |
| 2988 Korhonen     | 1943 EM      | 1 tháng 3 năm 1943   | Turku                    | L. Oterma                                              |
| 2989 Imago        | 1976 UF1     | 22 tháng 10 năm 1976 | Đài thiên văn Zimmerwald | P. Wild                                                |
| 2990 Trimberger   | 1981 EN27    | 2 tháng 3 năm 1981   | Siding Spring            | S. J. Bus                                              |
| 2991 Bilbo        | 1982 HV      | 21 tháng 4 năm 1982  | Anderson Mesa            | M. Watt                                                |
| 2992 Vondel       | 2540 P-L     | 24 tháng 9 năm 1960  | Palomar                  | C. J. van Houten, I. van Houten-Groeneveld, T. Gehrels |
| 2993 Wendy        | 1970 PA      | 4 tháng 8 năm 1970   | Bickley                  | Perth Observatory                                      |
| 2994 Flynn        | 1975 PA      | 14 tháng 8 năm 1975  | Bickley                  | Perth Observatory                                      |
| 2995 Taratuta     | 1978 QK      | 31 tháng 8 năm 1978  | Nauchnij                 | N. S. Chernykh                                         |
| 2996 Bowman       | 1954 RJ      | 5 tháng 9 năm 1954   | Brooklyn                 | Đại học Indiana                                        |
| 2997 Cabrera      | 1974 MJ      | 17 tháng 6 năm 1974  | El Leoncito              | Felix Aguilar Observatory                              |
| 2998 Berendeya    | 1975 TR3     | 3 tháng 10 năm 1975  | Nauchnij                 | L. I. Chernykh                                         |
| 2999 Dante        | 1981 CY      | 6 tháng 2 năm 1981   | Anderson Mesa            | N. G. Thomas                                           |
| 3000 Leonardo     | 1981 EG19    | 2 tháng 3 năm 1981   | Siding Spring            | S. J. Bus                                              |